# Дубовый Умёт

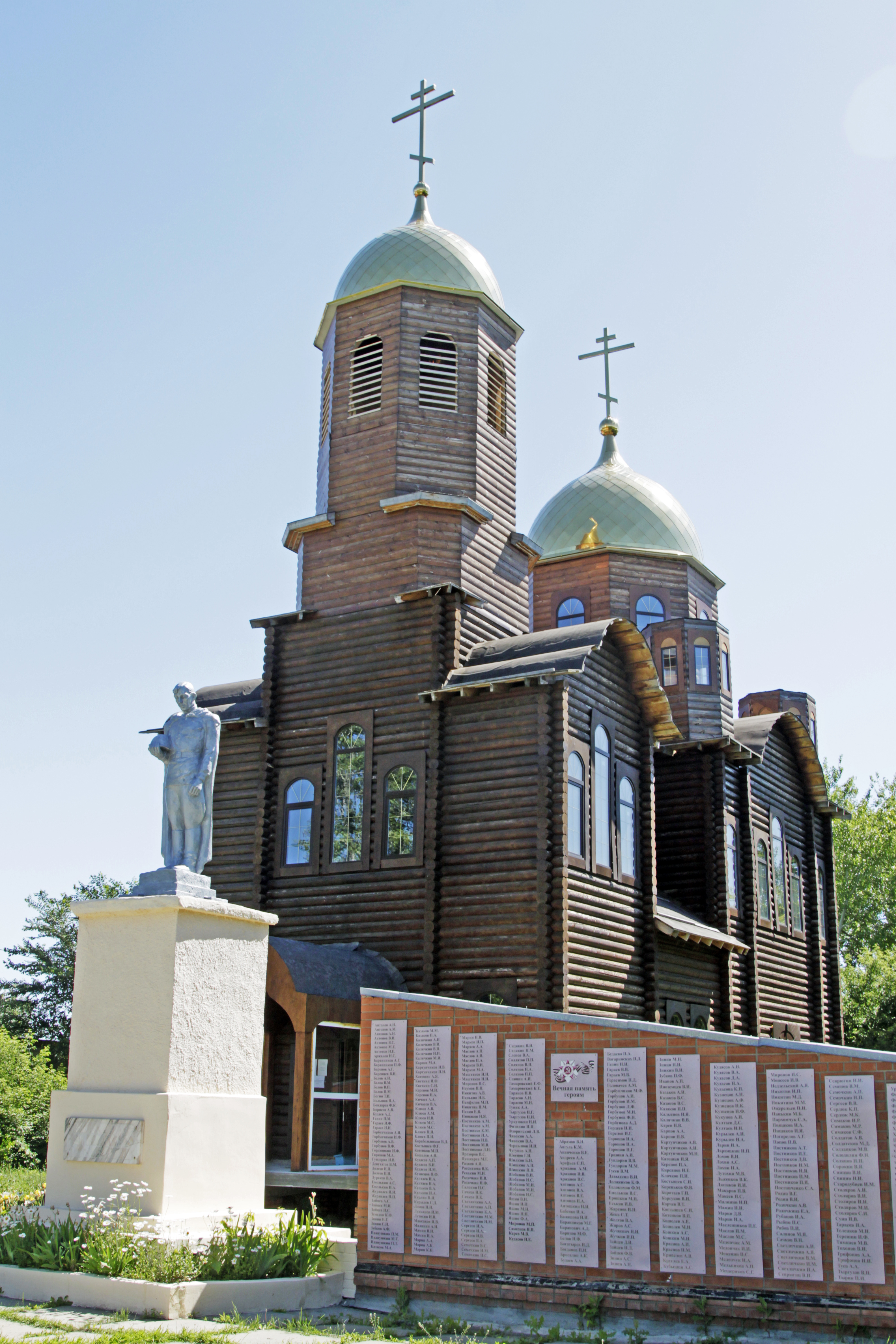
Храм Покрова Пресвятой Богородицы в селе Дубовый Умёт

Дубовый Умёт — село в Волжском районе Самарской области, административный центр сельского поселения Дубовый Умёт

## История
Село основано приблизительно в 1780 году на месте умёта (постоялый двор, станция на почтовом тракте) около дубовой рощи, отсюда и название села. Первые поселенцы этого села Мордва, в числе 24 душ перешедшие с реки Мочи (Чапаевка) из села Томылова. Фамилии первых поселенцев - Захаров, Суров, Бурдасов, Гаров, Тумов и прочие. Умёт содержали сперва самарские купцы Таганцев и Халевин, снимавшие тут землю из оброка, в казне. После них содержал Умёт крестьянин Захаров и потом его сын.
В 1807 году дубовские жители (312 душ в седьмую народную перепись) вместе с жителями деревни Берёзового Гая, имевшего 199 душ, и расстоянием от Дубового Умёта в 10 вёрстах, выпросили дозволения Начальства построить у себя церковь каменную. На добровольные приношения просителей в этом же году она заложена, небольшая, однопрестольная, во имя Покрова Божия Матери; а в 1814 году она свешёна. 
В 1850 году по девятой народной переписи село уже имело 1 500 душ. 
В 1868 году была открыта церковно-приходская школа. До этого дети обучались грамоте у дьячка в церковной сторожке.
В 1871 году и несколько раз позже в селе побывал Лев Толстой. Лев Николаевич останавливался в Дубовом Умёте, проезжая в своё степное имение. Переночевав на постоялом дворе и написав письма домой, отправлялся дальше по Уральскому тракту.
26 марта 1906 года сельский учитель Дубово-Умётской волости Василий Фёдорович Балясников избран депутатом в первый русский парламент — Государственную думу I созыва от общего состава выборщиков Самарского губернского избирательного собрания. В Государственной Думе он представлял Самарскую губернию.
В 1911 году в селе была достроена и открыта первая больница.
В 1917 году в селе установилась окончательно Власть Советов. Первым секретарём была избрана Белопоркова Пелагея.
Село сильно пострадало во время массового голода в период Гражданской войны в России. Только за две недели ноября 1921 года в Дубово-Умётской волости умерло более 700 человек.
В 1935 году в село провели электричество. В 1935—1963 годах Дубовый Умёт был центром Дубово-Умётского района.
В 1939 году построен и открыт первый звуковой кинотеатр на 400 мест и местный радиоузел.
В 1963 году в селе открыт спецкомбинат «Радон» для хранения радиоактивных отходов. Это котлован глубиной 6 метров залитый бетоном. Пункт захоронения окружён санитарно-защитной зоной площадью в 161 гектар. Она включает в себя рабочую зону и зону строгого режима. Вокруг него постоянно ведётся радиационный контроль, специалистами комбината и сотрудниками Санэпиднадзора берутся различные пробы. За последние 30 лет на спецкомбинате не зафиксировано ни одного ЧП. «Радон» является межрегиональным спецкомбинатом. Кроме предприятий и организаций Самарской области, он обслуживает представителей Ульяновской и Оренбургской областей.
В 2004 году в селе Дубовый Умёт приняла первых посетителей первая экспозиция Историко-краеведческого музея Волжского района Самарской области. В 2012 году музею присвоено имя Алексея Васильевича Юшкина, выдающегося работника сельского хозяйства Самарской области, с 1963 года возглавлявшего колхоз «Прогресс» в селе Дубовый Умёт, одно из крупнейших и богатейших хозяйств Куйбышевской области.

## Здравоохранение
В селе располагается ГБУЗ Самарской области «Волжская центральная районная больница», обслуживающая весь Волжский район.

## Население
| 1959 | 2002  | 2010  | 2021  |
| ---- | ----- | ----- | ----- |
| 2326 | ↗3129 | ↗3389 | ↗3419 |

По данным Всероссийской переписи населения 2020 г. 48,6 % в общей численности населения составляют мужчины, 51,4 % - женщины.

## Известные уроженцы
- Алексей Васильевич Вощакин (1898—1937) — живописец, график, один из первых художников-импрессионистов Сибири.
- Екатерина Михайловна Проскурина (1982) —российская актриса театра и кино.